# Mohamad Hasan

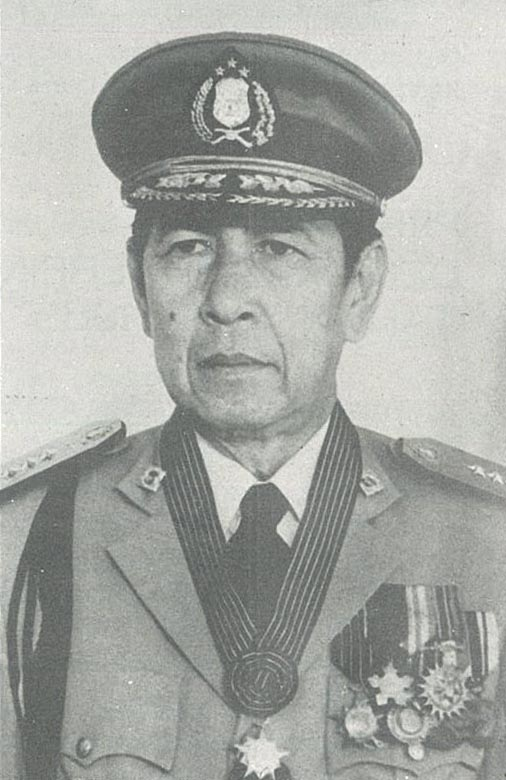
General Mohamad Hasan

Mohamad Hasan (* 20. März 1920 in Muaradua, Palembang, Südsumatra, Niederländisch-Indien; † 23. Februar 2005) war ein indonesischer General der Polizei (Jenderal Polisi) und Diplomat.

## Leben
Hasan trat nach dem Besuch der Middelbare Opleiding School Voor Inlandsche Amtenaren (MOSVIA) am 1. Juli 1941 als Kandidat in den einheimischen Verwaltungsdienst der Kolonie Niederländisch-Indien ein und war zunächst Mitarbeiter des Residenten von Palembang. Nach der Eroberung Niederländisch-Indiens durch die Kaiserlich-Japanische Armee wurde er am 1. März 1942 ziviler Mitarbeiter der japanischen Verwaltung. Nach der Unabhängigkeit Indonesiens am 17. August 1945 trat er in die Nationale Polizei ein und wurde 1946 Polizeichef von Pagar Alam sowie 1947 stellvertretender Chef der Polizei von Palembang. 1949 wurde er Verwaltungschef von Nord-Palembang und kurz darauf Chef der Polizei von Bengkulu. 1951 wurde er Offizier bei der Mobilen Brigade (Brigade Mobil) in Sidoarjo und absolvierte eine Ausbildung zum Provost Marshal in den USA. Danach absolvierte er 1952 sowie 1958 eine Ausbildung an der Wissenschaftlichen Hochschule der Polizei PTIK (Perguruan Tinggi Ilmu Kepolisian) und wurde nach deren Abschluss 1959 Zweiter Assistent des Chef der Nationalpolizei, General Soekarno Djojonegoro. Nach einer kurzen Verwendung im Generalkommissariat der Polizei wurde er 1962 stellvertretender Leiter der Verwaltungsabteilung der Nationalpolizei sowie 1964 Lektor an der Wissenschaftlichen Hochschule der Polizei PTIK. 1965 wurde er Vertreter der Polizei im Generalstab der Streitkräfte Indonesiens ABRI (Angkatan Bersenjata Republik Indonesia) und stellvertretender Leiter der Abteilung IV der Nationalpolizei, ehe er 1967 Generalinspekteur für Verteidigung wurde.
Am 3. Oktober 1971 wurde General (Jenderal Polisi) Hasan von Staatspräsident Suharto zum Nachfolger von General Hoegeng Imam Santoso als Chef der Nationalpolizei (Kepolisian Negara Republik Indonesia) ernannt und verblieb auf diesem Posten bis zum 24. Juni 1974, woraufhin General Widodo Budidarmo seine Nachfolge antrat. Zugleich war er zwischen 1973 und 1975 Mitglied der Beratenden Volksversammlung (Majelis Permusyawaratan Rakyat). 
Im Anschluss wurde er 1974 als Nachfolger von Soepardjo Roestam Botschafter in Malaysia und verblieb auf diesem Posten bis 1978, wonach Makmun Murod sein Nachfolger wurde.